# Répétiteur
Un répétiteur (del francés verbo répéter que significa «repetir, ir más allá, aprender, ensayar») es un acompañante, tutor o entrenador de bailarines de ballet o cantantes de ópera. En español se lo suele conocer como maestro repetidor.

## Ópera
En ópera, un répétiteur es la persona responsable de enseñar a cantantes y tocar el piano y ensayar. Cuando enseña a cantantes solistas o miembros del coro, el répétiteur tomará algunas de las funciones de un profesor de canto: asesorar a los cantantes sobre cómo mejorar su entonación, dicción y a corregir errores de fraseo o de afinación.
Los répétiteurs son músicos experimentados que tienen una gran habilidad para la lectura a primera vista y lectura de partituras. Además de ser capaz de leer la parte de piano, un répétiteur puede tocar en el piano una reducción de una partitura orquestal en tiempo real (reducción orquestal). Los répétiteurs son también expertos en seguir las precisas instrucciones de un director de orquesta, como cambios de ritmo, pausas, o la adición de otros matices.

## Ballet
En ballet, un répétiteur enseña los pasos y la interpretación de los papeles de todos o algunos de los integrantes de una compañía de baile. Varios coreógrafos de finales del siglo XX, tales como George Balanchine, Jerome Robbins y Twyla Tharp, han nombrado conservadores —bailarines que tienen un conocimiento profundo de un ballet particular—como répétiteurs de sus obras.